# کلدن
کلدن (به آلمانی: Kläden) یک منطقهٔ مسکونی در آلمان است که در ارندزی واقع شده‌است. کلدن ۲۲۸ نفر جمعیت دارد.